# Gilbert Stanley Underwood
Gilbert Stanley Underwood (1890-1960) fue un arquitecto estadounidense más conocido por sus albergues (en inglés lodges) en los Parques Nacionales de Estados Unidos. Dentro de sus obras más sdestacadas se encuentra el Hotel Ahwahnee, en Yosemite.

## Biografía
Nacido en 1890, Underwood recibió su licenciatura de Yale en 1920 y una maestría de Harvard en 1923. Después de abrir una oficina en Los Ángeles ese año, se asoció con Daniel Ray Hull del Servicio de Parques Nacionales . Esto llevó a una comisión con la Compañía de Parques de Utah de Union Pacific Railroad que estaba desarrollando los parques con la esperanza de producir destinos para los viajeros. 
Durante este tiempo, Underwood diseñó albergues para el Monumento Nacional Cedar Breaks (ahora demolido), el parque nacional Zion, el parque nacional Bryce Canyon y el Borde Norte del parque nacional del Gran Cañón. Sus edificios sobrevivientes de la Compañía de Parques de Utah se consideran ejemplos excepcionales del estilo de arquitectura rústico, y todos están incluidos en el Registro Nacional de Lugares Históricos . Además, Underwood fue contratado para diseñar el Hotel Ahwahnee del parque nacional Yosemite, también en el Registro Nacional y probablemente su mayor triunfo en el estilo rústico.
Underwood también diseñó estaciones para Union Pacific, que culminaron en la magnífica estación de estilo art déco en Omaha en 1931. Luego, Underwood se unió al Proyecto Federal de Arquitectos en 1932. Mientras trabajaba para el gobierno federal, Underwood hizo los diseños preliminares para Timberline Lodge, Mount Hood, Oregon, y luego diseñó más de 20 oficinas de correos, dos edificios federales importantes y el edificio del Departamento de Estado de los Estados Unidos. De 1947 a 1949, fue designado arquitecto supervisor federal.
Después de su jubilación, pero utilizando una asociación con John D. Rockefeller, Jr. y el proyecto Williamsburg Lodge en Virginia, Underwood diseñó como su última comisión importante el Jackson Lake Lodge (1950-1954), el parque nacional Grand Teton, Wyoming. Murió en 1960.

## Obras

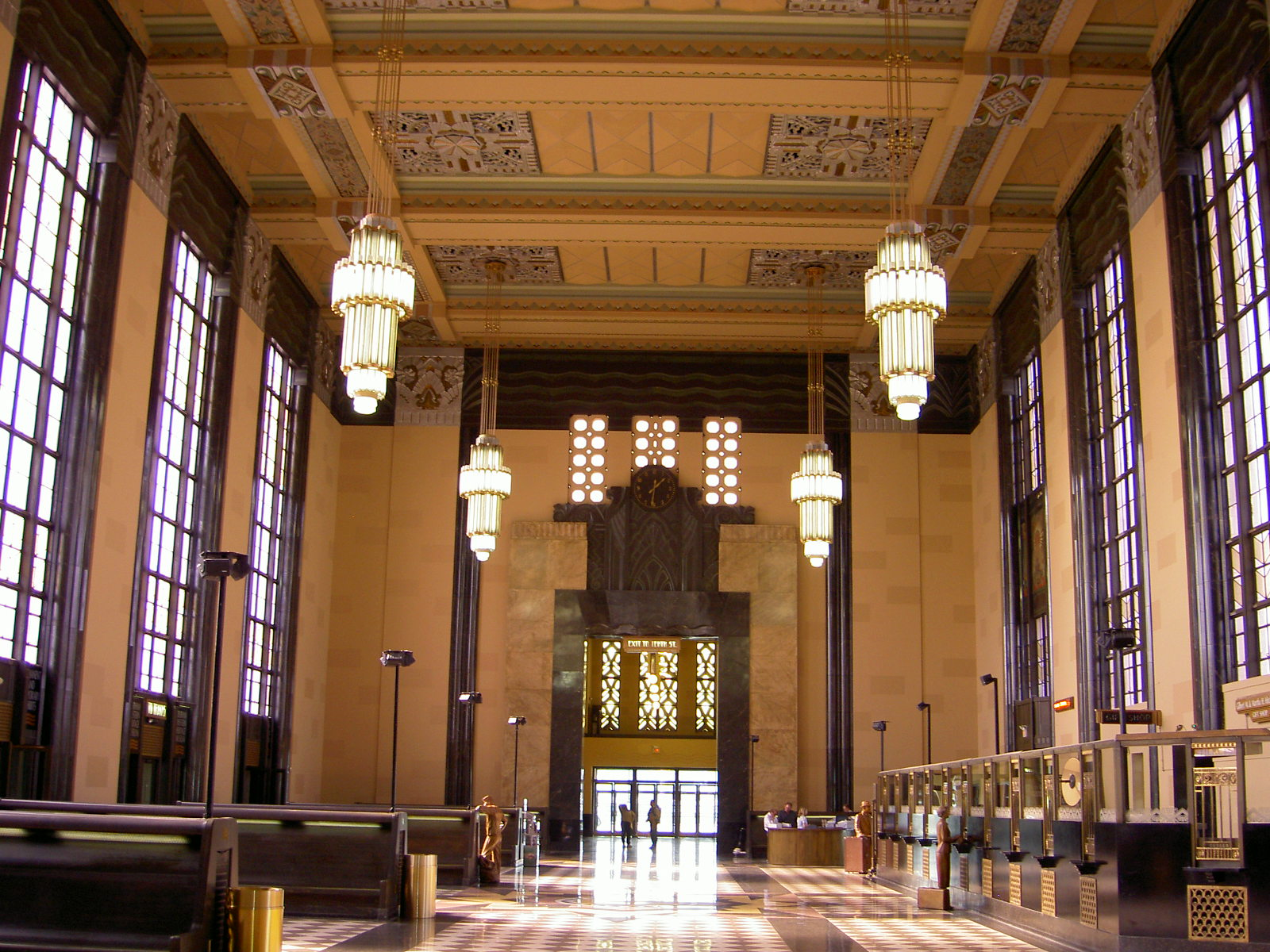
Dentro de la Union Station de Omaha (1931)

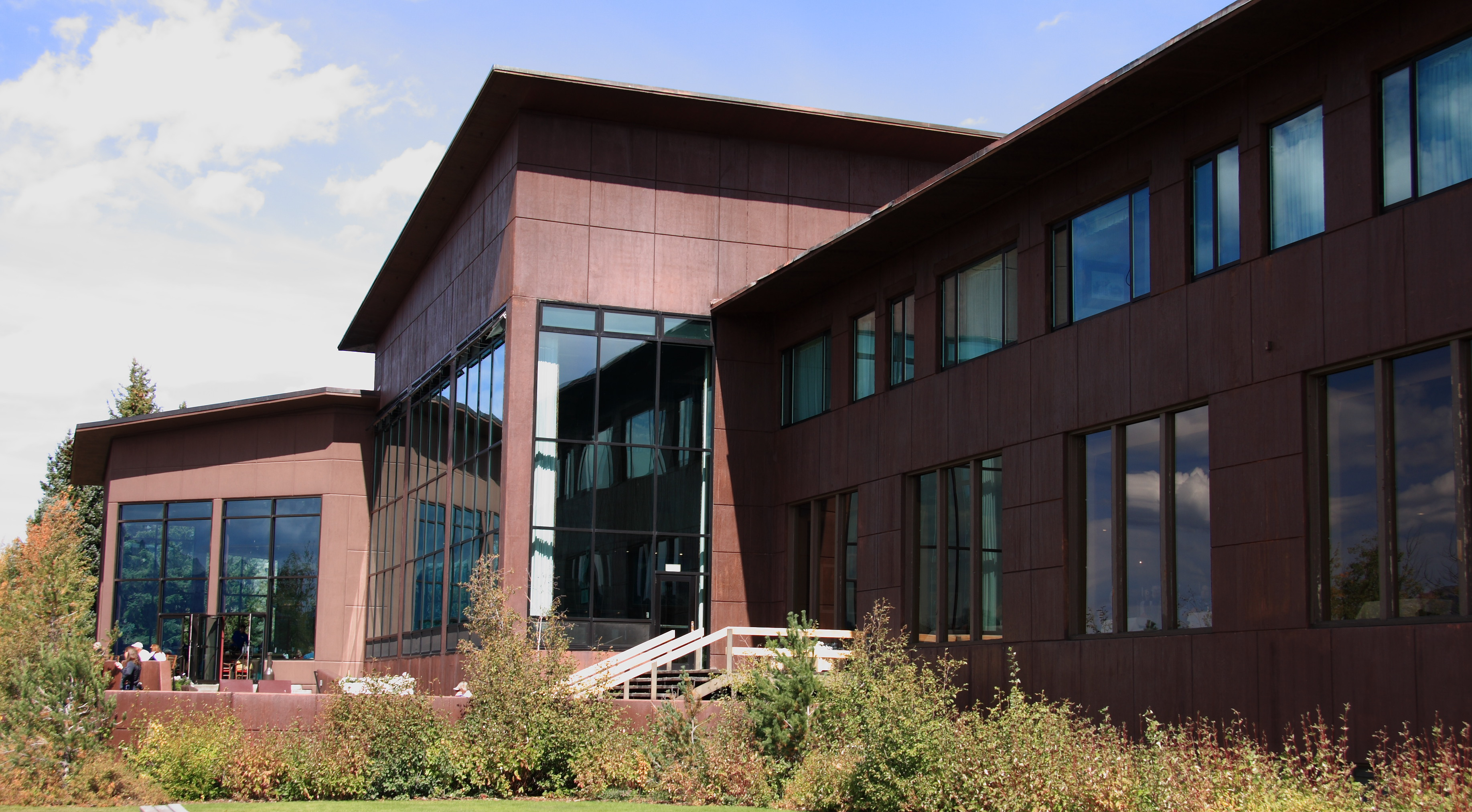
Jackson Lake Lodge en Wyoming (1954)

- Old Faithful Lodge, parque nacional de Yellowstone - terminado en 1923
- Cedar Breaks Lodge, Monumento Nacional Cedar Breaks - terminado en 1924, demolido en 1972[1]
- Bryce Canyon Lodge, parque nacional Bryce Canyon - completado en 1925
- Union Pacific Dining Lodge, West Yellowstone, MT, 1925
- El Ahwahnee, parque nacional Yosemite - completado en 1926
- Depósito de ferrocarriles de Union Pacific, South Torrington, Wyoming, 1926
- Zion Lodge : terminado en 1927, quemado en 1966, reconstruido (estilo diferente, luego restaurado a su apariencia original en la década de 1990)
- Union Pacific Railroad Great Overland Station, 701 N Kansas Avenue, Topeka, Kansas, 1927
- Depósito de Union Pacific Railroad , Lund, Utah, 1927, demolido en 1970
- Wilshire Tower ( grandes almacenes Desmond's y Silverwoods ), 5500-5514 Wilshire Boulevard, Los Ángeles, California - finalizada en 1929[2]
- Depósito de Union Pacific Railroad, North Second y Broadway, Abilene, Kansas, 1929[3]
- Depósito de ferrocarriles de Union Pacific , Marysville, Kansas, 1929
- Depósito de ferrocarriles de Union Pacific, calles principal y décima, Gering, Nebraska, 1929[4]
- Depósito de ferrocarriles de Union Pacific, 304 North Rail Street, Shoshone, Idaho, 1929
- Depósito de Union Pacific Railroad, 7th Avenue entre las calles 8th y 10th, Greeley, Colorado, 1930[5]
- Union Station, 801 South 10th Street, Omaha, Nebraska  completado en 1931 (ahora alberga el Durham Western Heritage Museum )
- Grand Canyon Lodge (North Rim): terminado en 1928, quemado en 1932, reconstruido (estilo modificado, misma huella)
- The Lodge at Sun Valley, Idaho - completado en 1936
- Oficina de correos de Estados Unidos, Beacon, Nueva York (con Charles Rosen) - finalizada en 1937
- La nueva Casa de la Moneda de San Francisco en San Francisco, California, terminada en 1937
- el Palacio de Justicia de los Estados Unidos en Los Ángeles - completado en 1940
- Oficina de correos del Rincon Center en San Francisco, CA - finalizada en 1940
- Jackson Lake Lodge, parque nacional Grand Teton, Wyoming - terminado en 1954